# 半田市福祉文化会館
1. ・ホール内観（客席から見たステージ）
2. ・ホール内観（ステージから見た客席）
3. ・ホワイエ 等

半田市福祉文化会館（はんだしふくしぶんかかいかん）は、愛知県半田市にある文化施設。

愛称は、瀧上工業株式会社がネーミングライツを取得し、2023年12月1日から「瀧上工業雁宿ホール」（たきがみこうぎょうかりやどホール）となった。

## 概要
文化会館と中央公民館と福祉センターからなる複合施設で、1988年（昭和63年）1月8日に開館。

## 施設

### 文化会館
ホール
- 固定席：1300席。

### 中央公民館
講堂
- 多目的ホール：100 - 300名。

## 交通アクセス
- 名鉄河和線 知多半田駅下車、徒歩で約3分。
- JR武豊線 半田駅下車、徒歩で約10分。
- 駐車場 - 駐車料金有料：約100台。